# أيوب بورحيم
أيوب بورحيم هو لاعب كرة قدم مغربي من مواليد 31 أغسطس 1990، يشغل مركز وسط ميدان بنادي الجيش الملكي.

## مسيرته الكروية
لعب أيوب بورحيم خلال مسيرته الاحترافية مع 3 أندية في ستة مواسم وسجل خلالها هدفًا واحدًا ضمن 79 مباراة. ولم يفز بأي موسم بالكأس أو بالدوري.
خاض أيوب بورحيم مسيرته مع النادي القنيطري في موسم 2009–10 واستمر معه طيلة ثلاثة مواسم، مشاركًا في 47 مباراة ولم يسجل أي هدف. ثم انتقل إلى نادي الجيش الملكي في موسم 2012–13 ولمدة موسمين، حيث شارك في 31 مباراة سجل خلالها هدفًا واحدًا. لينتقل بعدها إلى نادي النهضة البركانية في موسم 2014–15 لمدة موسم واحد، مشاركًا في مباراة ولم يسجل أي هدف.

## ألقابه
المنتخب المغربي
- كأس العرب لكرة القدم
  - اللقب في دورة 2012

## روابط خارجية
- أيوب بورحيم على موقع قاعدة بيانات كرة القدم.إي يو (الإنجليزية)
- أيوب بورحيم على موقع ناشيونال فوتبول تيمز (الإنجليزية)
- أيوب بورحيم على موقع كووورة

- Fiche d'Ayoub Bourhim sur national-football-teams.com